# Sniperlite
Sniperlite – minialbum wydany przez trio składające się z rapera Ghostface Killah, członka Wu-Tang Clan, rapera MF Dooma, oraz producenta J Dillę. Materiał został na płytę został najprawdopodobniej nagrany w 2005 roku, przed śmiercią J Dilli. Początkowo utwory były nagrywane na osobny projekt producenta, jednak po jego śmierci wytwórnia postanowiła wydać je jako jeden projekt.
Album został wydany tylko w formie elektronicznej i składa się z trzech utworów wyprodukowanych przez J Dillę. Podkłady do utworów "Sniper Elite", oraz "Murder Goons" zostały wydane pod zmienionymi nazwami w 2006 roku na instrumentalnej płycie Donuts.

## Lista utworów
| # | Tytuł                           | Producent | Sample / uwagi | Czas |
| - | ------------------------------- | --------- | --- | ---- |
| 1 | "Sniper Elite"                  | J Dilla   | - Tin Tin - "Family Tree" - Joeski Love - "Pee-Wee's Dance" - Utwór znany również pod nazwą "Anti-American Graffiti"                                                  | 1:58 |
| 2 | "Murder Goons"                  | J Dilla   | - ESG - "UFO" - The Jimi Entley Sound - "Charlie’s Theme" - Utwór znany również pod nazwą "Geek Down"                                                                 | 2:22 |
| 3 | "Sniper Elite and Murder Goons" | J Dilla   | - Tin Tin - "Family Tree" - Joeski Love - "Pee-Wee's Dance" - ESG - "UFO" - The Jimi Entley Sound - "Charlie’s Theme" - Utwór jest miksem dwóch poprzednich podkładów | 4:14 |